# Beate Kasch
Beate Kasch (* 23. September 1959 in Leimersheim) ist eine deutsche politische Beamtin. Sie war von 2020 bis 2021 Staatssekretärin im Bundesministerium für Ernährung und Landwirtschaft.

## Leben
Kasch studierte von 1979 bis 1985 Wirtschafts- und Sozialwissenschaften des Landbaues an der Justus-Liebig-Universität Gießen und schloss das Studium als Diplom-Agraringenieurin ab. Nach dem Studium ging sie von 1985 bis 1992 einer gutachterlichen Tätigkeit im Rahmen der bilateralen Entwicklungszusammenarbeit nach.
Im Jahr 1992 trat sie in den Öffentlichen Dienst ein und arbeitete seitdem im Bundesministerium für Ernährung und Landwirtschaft bis 2010 als Referentin  u. a. in den Bereichen Entwicklungspolitik, Wirtschaftsbeziehungen zu den Entwicklungsländern Afrikas, Asiens und Ozeaniens, Organisation des nachgeordneten Bereichs, Freihandelsabkommen mit den Ländern Mittel- und Osteuropas sowie im Bereich der Agrarmärkte.
Im Jahr 2010 übernahm sie die Leitung des Organisationsreferats des Ministeriums. Sie leitete ab 2017 als Ministerialdirigentin die Unterabteilung Ernährungspolitik und ab 2019 als Ministerialdirektorin die Abteilung EU-Angelegenheiten, Internationale Zusammenarbeit, Fischerei des BMEL.
Sie war vom 1. Januar 2020 bis Dezember 2021 unter Bundesministerin Julia Klöckner (CDU) Staatssekretärin im Bundesministerium für Ernährung und Landwirtschaft.